# Thâm Khanh
Thâm Khanh (tiếng Trung: 深坑區; bính âm: Shēnkēng Qū; Bạch thoại tự: Chhim-kheⁿ khu) là một khu (quận) của thành phố Tân Bắc, Trung Hoa Dân Quốc (Đài Loan). Thâm Khanh có tỷ lệ đô thị hóa thấp và trước đây từng là một thị trấn dựa vào nông nghiệp và khai mỏ. Hiện nay, quận được biết đến với các nhà hàng và tiệm ăn đậu phụ. Khu vực Thâm Khanh trước đây là nơi cư trú của thổ dân Pingpu, khi người Hán tới, họ mua lại đất đai ở vùng thấp của thổ dân và tiến hành trồng trọt tại những khu vực thung lũng.